# Andras Jones
Andras Jones (* 12. August 1968 in Santa Cruz, Kalifornien) ist ein US-amerikanischer Schauspieler, Musiker, Autor und Hörfunkmoderator. Als Musiker wirkte er in den Bands The Previous und Mr. Jones and The Previous mit und ist außerdem als Solokünstler tätig.

## Leben
Jones wurde am 12. August 1968 im kalifornischen Santa Cruz geboren. Sein Großvater mütterlicherseits war der Elektroingenieur Louis Smullin. Er gab 1988 sein Filmschauspieldebüt in der männlichen Hauptrolle des Calvin in der Horrorkomödie Beast You!. Im selben Jahr verkörperte er im Horrorfilm Nightmare on Elm Street 4 die Rolle des Rick Johnson. Für seine dortige Leistung wurde er 1989 für den Young Artist Award als bester Hauptdarsteller in einem Spielfilm in der Kategorie Horror oder Mystery nominiert. Im selben Jahr wirkte er in der Rolle des Jimmy Reed im Thriller Lolita Kill mit. Aufgrund seiner Erfolge im Horrorfilm-Genre wurde er in der 205. Ausgabe des Horrormagazins Fangoria auf dem Cover abgebildet. 1992 stellte er in Averills Ankommen die gleichnamige Titelrolle Averill dar. 1995 spielte er die Rolle des Daniel Dupre im Film The Demolitionist. 2001 stellte er die Hauptrolle des Trevor Blackburn im Film Horror in the Attic.
1992 sowie 2017 stellte er Jeff Martin in den Computerspielen Night Trap und Night Trap: 25th Anniversary Edition dar.
2011 schrieb er einige Kapitel im Buch The Sync Book: Myths, Magic, Media, and Mindscapes: 26 Authors on Synchronicity, 2012 erschien sein eigenes Buch Accidental Initiations: In The Kabbalistic Tree of Olympia. Beide wurden in der Sync Book Press veröffentlicht.
Er ist Moderator der Radiosendung Radio8Ball, die dienstagabends von 18:00 bis 20:00 Uhr auf KAOS und weltweit im Internet zu hören ist.

## Filmografie (Auswahl)
- 1988: Beast You! (Sorority Babes in the Slimeball Bowl-O-Rama)
- 1988: Nightmare on Elm Street 4 (A Nightmare on Elm Street 4: The Dream Master)
- 1989: Good Morning, Miss Bliss (Fernsehserie, Episode 1x06)
- 1989: Lolita Kill (Far from Home)
- 1989: Einer muß dran glauben (Tripwire)
- 1990: Spacecop L.A. (Fernsehserie, Episode 1x21)
- 1992: Averills Ankommen (The Arrival of Averill)
- 1992: The Prom
- 1994: Every Breath
- 1995: The Demolitionist
- 1998: Hurricane Festival
- 2001: Horror in the Attic (The Attic Expeditions)
- 2011: Every Day Is a Journey
- 2020: #StopTheNightmare (Kurzfilm)

### Computerspiele
- 1992: Night Trap
- 2017: Night Trap: 25th Anniversary Edition